# Milan Nedić
Milan Nedić, srbski politik, general, * 2. september 1878, Grocka, Kneževina Srbija, † 4. februar 1946, Beograd, Socialistična republika Srbija
Sprva je služil kot načelnik generalštaba kraljeve jugoslovanske vojske. Med drugo svetovno vojno je sodeloval z nacistično Nemčijo in bil predsednik vlade marionetne vlade na nemškem okupiranem ozemlju Srbije.